# Gàrides
Gàrides (en llatí Garidas) fou un jurista romà d'Orient, a qui Nicolau Comnè Papadopoli anomena Gàrides Lleó.
Va escriure alguns tractats sobre els homicidis i sobre els que es refugiaven als santuaris. També va escriure una obra sobre accions judicials en ordre alfabètic, que després va ser imitada per Miquel Psel·los. Va viure en temps de Constantí X Ducas (1059-1067).